# حرف تو حرف (مجموعه تلویزیونی ۱۳۵۰)
حرف تو حرف یک مجموعه طنز تلویزیونی محصول سال ۱۳۵۰ به کارگردانی حسن خیاط‌باشی می‌باشد.

## بازیگران
- خسرو فرخزادی
- بهزاد اشتیاقی
- پری امیرحمزه
- حسن خیاط‌باشی
- حسین واعظی
- رضا ژیان
- علیرضا جاویدنیا
- نعمت اسداللهی